# Wydawnictwo Stalker Books
Wydawnictwo Stalker Books – polskie wydawnictwo książkowe należące do firmy „Agencja Solaris”, wydające literaturę fantastyczną. Zostało utworzone w 2000 r. jako Wydawnictwo Solaris, na bazie istniejącej od 1990 r. księgarni wysyłkowej „Verbum2”. Szefem handlowym jest Ryszard Piasecki, zaś redaktorem naczelnym – Wojtek Sedeńko. Obecnie siedziba wydawnictwa jest w Stawigudzie. Od 1 stycznia 2019 wydawnictwo nosi nazwę Stalker Books.
W latach 1994–2001 oraz ponownie od 2009 r. nakładem wydawnictwa ukazuje się kwartalnik SFinks.
Od 1994 roku wydawnictwo patronuje, przyznawanej przez Kapitułę, nagrodzie SFinks. Organizuje także Międzynarodowy Festiwal Fantastyki (od 1998 roku na zamku w Nidzicy).